# Felix Holtermann
Felix Holtermann (* 1987 in Stuttgart) ist ein deutscher Journalist und Buchautor. Bekannt wurde er mit Veröffentlichungen über den Wirecardskandal von 2020.

## Leben
Holtermann arbeitet seit seiner Ausbildung zum Diplom-Volkswirt als Wirtschaftsjournalist mit dem Schwerpunkt Digitalisierung; seit 2017 als Redakteur beim Handelsblatt.  2022 wechselte er als Korrespondent nach New York.

## Auszeichnungen
Seine Publikationen wurden mehrmals ausgezeichnet, unter anderem mit dem Deutschen Journalistenpreis, dem Ernst-Schneider-Preis, dem Privaten Medienpreis, dem State Street Institutional Press Award und dem Georg von Holtzbrinck Preis für Wirtschaftspublizistik.

## Veröffentlichungen (Auswahl)
- Geniale Betrüger. Wie Wirecard Politik und Finanzsystem bloßstellt. Westend Verlag, Frankfurt am Main 2021. ISBN 978-3864891199
- Zwischen Utopie und Umsetzung. Die Wachstumskritik im politischen Diskurs, Münster 2016. ISBN 978-3-643-13507-0